# رودجر باين
رودجر باين (بالإنجليزية: Rodger Bain)‏ هو منتج أسطوانات وملحن بريطاني، ولد في 1945.

## وصلات خارجية
- رودجر باين على موقع ميوزك برينز (الإنجليزية)
- رودجر باين على موقع أول ميوزيك (الإنجليزية)
- رودجر باين على موقع ديسكوغز (الإنجليزية)